# Vidigueira (freguesia)
Vidigueira es una freguesia portuguesa del concelho de Vidigueira, con 27,62 km² de superficie y 2.973 habitantes (2001). Su densidad de población es de 107,6 hab/km².